# Illinois State Route 48
Illinois State Route 48 ist eine Fernstraße, die von Interstate 55, bei einer Ausfahrt 5 km westlich von Raymond, Richtung Nordosten durch Taylorville und Decatur zu einem Punkt an Illinois State Route 54 (ehemals ein Teil von U.S. Highway 54) zwischen DeWitt und Farmer City führt.  Insbesondere die Strecke von Decatur nach Raymond (54 Meilen) bildet einen wichtigen Teil des Illinois'schen Verkehrsnetzes, da es als diagonale Streckenführung (parallel zur Norfolk-Southern-Eisenbahn – ursprünglich Teil der Wabash Railroad) eine Abkürzung gegenüber die Streckenführung mit Interstate 72 und Interstate 55 (65 Meilen über Springfield (Illinois)), die nur in die Haupthimmelsrichtungen verläuft, darstellt.